# Naturfredning
Naturfredning er et redskab til bevarelse og pleje af naturområder, som på grund af deres landskabelige værdi, beliggenhed eller flora og fauna har væsentlig betydning for almenheden.
En fredning betyder at der lægges begrænsninger på et områdes fremtidige anvendelsesmuligheder. Der udbetales så en erstatning for de indskrænkninger i ejerens eller brugerens rådighed, som fredningen medfører.
Fredninger kan gennemføres for at varetage en lang række formål, for eksempel beskyttelse af dyr og planter og deres levesteder, landskab og kulturhistorie; en fredning kan også fastsætte bestemmelser om forbedring og genopretning af naturen ligesom man kan også regulere folks adgang til at færdes i naturen.